# Langelurillus manifestus
Langelurillus manifestus är en spindelart som beskrevs av Wesolowska, Russel-Smith 2000. Langelurillus manifestus ingår i släktet Langelurillus och familjen hoppspindlar. Inga underarter finns listade i Catalogue of Life.